# Mario Macalli
Mario Macalli (Milán, 19 de marzo de 1937-2 de enero de 2022) fue un dirigente deportivo italiano quien fue presidente de la Lega Italiana Calcio Professionistico desde el 10 de enero de 1997 al 3 de julio de 2015.

## Biografía
Luego de completar sus estudios contables, se desempeñó como contador y consultor laboral. Paralelamente a su profesión, ocupó el cargo de vicepresidente del club Sportiva Pergolettese desde 1962 a 1986, que le abrió el camino para que en 1977 llegara a papeles principales en los órganos de gobierno de la Serie C, como administrador federal: desde Comisión de Planificación de la Liga, seguida de la Junta de Arbitraje , y finalmente en el comité técnico de la Federación Italiana de Fútbol, pasando por asesor de la Serie C2, convirtiéndose en vicepresidente de Lega Italiana Calcio Professionistico desde 1987. Cuando este último fue encargado entre 1988 y 1990 fue nombrado director ejecutivo.

### Presidente de la serie C
El 10 de enero de 1997 fue elegido presidente de la Liga Profesional Serie C, siendo reelecto en 2000, 2004 y 2008. Al comienzo de su cuarto mandato, en junio del mismo año, inició un proceso de reforma encaminado a la reestructuración de la propia Lega, que con él toma su nombre en Lega Italiana Calcio Professional (denominada, informalmente, Lega Pro). El 19 de junio de 2008, los campeonatos de tercer nivel de la liga italiana de fútbol cambiaron de nombre: de Serie C1 a Lega Pro Prima Divisione y de Serie C2 aSegunda Lega Pro. A partir de la temporada 2008-2009 el proceso que debe conducir, de manera compatible con el personal de la empresa (reducido gradualmente debido a numerosas no inscripciones y quiebras), a la unificación de las dos Ligas en un único torneo formado por 3 grupos para 2013, sustancialmente similar a la antigua Serie C del período entre 1959 y 1978.
Desde 2009 también es vicepresidente de la Federación Italiana de Fútbol.
El 21 de noviembre de 2012, luego de que el Consejo Federal de la FIGC aprobara la reforma de los campeonatos de la Lega Pro, anunció su deseo de volver a postularse para la presidencia de la misma. El 17 de diciembre fue reelegido por quinta vez, superando a la retador Gravina por 42 votos contra 26.
En diciembre de 2012 fue reelegido presidente de la Lega Pro.
El 29 de abril de 2015 la sección disciplinaria de la Audiencia Nacional lo inhibió durante 6 meses, culpable de violar el artículo 1 bis del Código de Justicia Deportiva por haber registrado cuatro marcas en febrero de 2011 (Pergocrema, Pergocrema 1932, Pergolettese y Pergolettese 1932), imputable a posibles nuevas empresas. La solicitud de enjuiciamiento del fiscal Palazzi fue de 8 meses de inhabilitación.
El 10 de junio del mismo año se registran las oficinas de la Federación Italiana de Fútbol, su domicilio y el de Carlo Tavecchio (presidente de la FIGC) mientras se investiga a Claudio Lotito (presidente de la Lazio) por intento de extorsión porque habría hecho recibir contribuciones de algunos clubes de la Lega Pro a cambio de apoyar la elección de Mario Macalli como presidente. Por el contrario, no se investiga a Tavecchio ni a Macalli.

## Renuncia
El 3 de julio dimitió como presidente de la Lega Pro, junto con todo el consejo de administración en funciones.